# Esmeralda Pimentel
María Esmeralda Pimentel Murguía (Ciudad Guzmán, 8 settembre 1989) è un'attrice e modella messicana.

## Carriera
Ha iniziato la sua carriera nel 2009, apparendo in spot pubblicitari e promozioni televisive. Dopo aver partecipato a Nuestra Belleza México, dove si è classificata tra le prime cinque, è entrata al Centro de Educación Artística de Televisa (CEA) per studiare recitazione e ha debuttato in Verano de amor nel 2009.

## Filmografia parziale

### Cinema
- Viaje de generación, regia di Alejandro Gamboa (2012)
- El que busca encuentra, regia di Pedro Pablo Ibarra (2017)
- Cuando los hijos regresan, regia di Hugo Lara (2017)
- El hubiera sí existe, regia di Luis Eduardo Reyes(2019)
- Apprendista papà (Ahi te Encargo), regia di Salvador Espinosa (2020)
- Il Confine della vendetta - No man's land regia di Conor Allyn (2021)
- La valle della felicità (En Otro Lugar), regia di Jesus del Certo (2022)

### Televisione
- Verano de amor – serie TV, 120 episodi (2009)
- Abismo de pasión – serie TV, 39 episodi (2012)
- The Good Doctor – serie TV, 2 episodi (2021)
- Chi scherza col fuoco (Donde hubo fuego) - serial TV, 39 episodi (2022)

## Doppiatrici italiane
Nelle versioni in italiano dei suoi lavori, Esmeralda Pimentel è stata doppiata da:
- Mattea Serpelloni in Ahi te Encargo